# NaN
컴퓨터 연산에서 NaN(Not A Number, /næn/)은 연산 과정에서 잘못된 입력을 받았음을 나타내는 기호이다. 특히 부동소수점 연산에서 사용한다. 예를 들면 음수의 제곱근을 구하려고 하거나, 0으로 나누려고 했을 때 발생한다. NaN의 체계적 사용은 1985년 IEEE 754 부동 소수점 표준과 함께 무한대와 같은 기타 유한하지 않은 수량의 표현에 의해 도입되었다.
수학에서 0을 0으로 나눈 값은 일반적으로 정의되지 않으므로 컴퓨팅 시스템에서는 NaN으로 표시된다.
음수의 제곱근은 실수가 아니므로 호환 컴퓨팅 시스템에서는 NaN으로도 표시된다. NaN은 계산에서 누락된 값을 나타내는 데 사용될 수도 있다.
조용한(quiet) NaN과 신호(signaling) NaN이라는 두 가지 종류의 NaN이 제공된다. 조용한 NaN은 잘못된 연산이나 값으로 인해 발생하는 오류를 전파하는 데 사용된다. 신호 NaN은 수치 계산과 기호 계산 혼합 또는 기본 부동 소수점 연산에 대한 기타 확장과 같은 고급 기능을 지원할 수 있다.

## 같이 보기
- 0으로 나누기

### 표준
- IEEE Computer Society (2008년 8월 29일). 《IEEE Standard for Floating-Point Arithmetic》. IEEE. 1–70쪽. doi:10.1109/IEEESTD.2008.4610935. ISBN 978-0-7381-5753-5. IEEE Std 754-2008.
- IEEE Computer Society (2019년 7월 22일). 《IEEE Standard for Floating-Point Arithmetic》. IEEE. 1–84쪽. doi:10.1109/IEEESTD.2019.8766229. ISBN 978-1-5044-5924-2. IEEE Std 754-2019.